# Cecos
Cecos es una parroquia que está situada en el concejo de Ibias, en la frontera con Degaña.

## Arte
- Iglesia parroquial de Cecos
- Palacio de Barrero de Cecos

## Fiestas y ferias
- Día del Corpus Christi.
- Virgen de las Nieves, 5 de diciembre a Bustielo
- Santa Lucia 13 de diciembre en Boiro

## Aldeas
- Bustelo - 28 habitantes 2007 42°59′44.565721″N 6°48′44.145615″O / 42.99571270028, -6.81226267083
- Boiro - 26 habitantes 2007 42°59′52.863438″N 6°51′1.651593″O / 42.99801762167, -6.85045877583
- Carbueiro - 5 habitantes 2007 43°0′48.621929″N 6°51′2.697541″O / 43.01350609139, -6.85074931694
- Cadagayoso - 9 habitantes 2007
- Cecos - 37 habitantes 2007 43°1′19.271799″N 6°51′13.1436″O / 43.02201994417, -6.853651000

Esta aldea conserva como manifestación de arquitectura popular autóctona un hórreo en perfecto estado y en uso, al borde de la carretera. Su cubierta es de paja de centeno con la técnica 'a beu'.
- Centanales - 7 habitantes 2007
- Folgueiras de Boiro - 26 habitantes 2007 42°59′31.774365″N 6°50′25.080861″O / 42.99215954583, -6.84030023917
- Lagüeiro - 13 habitantes 2007 43°1′17.313022″N 6°51′31.11458″O / 43.02147583944, -6.8586429389
- Pousadoiro - 4 habitantes 2007 43°0′49.051954″N 6°51′52.728304″O / 43.01362554278, -6.86464675111
- Mergulleira - 6 habitantes 2007
- San Esteban - 37 habitantes 2007 43°0′25.195103″N 6°50′11.79089″O / 43.00699863972, -6.8366085806
- El Rellán - 6 habitantes 2007
- Vilamayor - 23 habitantes 200743°1′59.058917″N 6°51′21.425898″O / 43.03307192139, -6.85595163833
- Vilarcebulín - 12 habitantes 2007 43°1′27.763587″N 6°50′47.184″O / 43.02437877417, -6.84644000